# Мясопуст в славянской традиции
Мясопу́ст (Масленица у славянских народов) — в славянской традиции праздник, отмечаемый в течение недели или трёх дней перед Великим постом и обозначающий в народном календаре границу зимы и весны, а также Мясоеда и Великого поста. Период перед Великим постом широко отмечался в календаре русских, западных славян и южных славян-католиков, менее широко — у сербов, болгар и македонцев, очень скромно — у украинцев и белорусов.
Слово «Мясопуст», согласно современным словарям, имеет в русском языке два значения: «неделя перед Великим постом, масленица» и «день (период), в который по уставу православной церкви запрещается употребление мясной пищи». В данной статье рассматривается лишь первое значение применительно к традиционным представлениям славян.

## Другие названия
рус. масленица, мясопустная неде́ля, мясопу́стная седми́ца, мясопустница; укр. масниця; бел. масленіца; болг. поклади, сирница, сирна седмица, сирни заговезни, Cирна неделя; сербохорв. месопуст, покладе; серб. бела, сирна, загонетна недела, сырнице, проштене, покладе; макед. сирната, сирупосна, бела, проштена недела, сирница; словен. pust, pustni teden; хорв. pust, mesopust, poklade, fašnik; чеш. masopust, fasank; словац. mäsopust, fušiangy; пол. mięsopust, zapusty, karnawał — «масленица, карнавал»; в.-луж. postnicy; н.-луж. zapust.
Последний день перед постом, «канун поста» — рус. прощёное воскресенье; пол. Śledzik, Podkoziołek, Kusaki; словен. mesopȗst.

## Этимология
По мнению литургиста К. Т. Никольского, это калька с др.-греч. Ἀπό-κρεω «мясо оставляю», «мясо отпускаю» и с латинского carnis privium — «мяса отпуст». Макс Фасмер считал, что это, вероятно, калька из лат. carnisprivium или ср.-лат. саrnevalе, обращая также внимание и на диалектное итальянское саrnelаsciarе и более отдалённое позднегреческое ἀπόκρεως — «время карнавала». По мнению Т. В. Булыгиной и А. Д. Шмелёва, калькой слова «carnevale» стали первоначально термины западнославянских языков (пол. mięsopust, чеш. masopust), уже в свою очередь заимствованные русским языком. У европейских католиков слова, произошедшие от лат. carnevale, обозначают период перед постом, аналогичный русской масленице, поэтому и в словарях обычно переводятся как «карнавал, масленица».

## У восточных славян
У восточных славян период перед Великим постом называется Масленицей. Исследователи указывают на родство западно-европейского карнавала и русской масленицы. Иностранец, побывавший в Москве при Иване Грозном писал: «Масленица напоминает мне итальянский карнавал, который в то же время и таким же образом отправляется… Карнавал тем только отличается от масленицы, что в Италии день и ночь в это время ходит дозором конная и пешая городская стража и не позволяет излишнего буйства; а в Москве самые стражи yпиваются вином и вместе с народом своевольствуют».
Патриарх Адриан хотел уничтожить этот «бесовский праздник», но не успел, однако сократил его время на 8 дней.
Вся неделя делится на два периода: Узкая Масленица и Широкая Масленица. Узкая Масленица — первые три дня: понедельник, вторник и среда, Широкая Масленица — это последние четыре дня: четверг, пятница, суббота и воскресенье. В первые три дня можно было заниматься хозяйственными работами, а с четверга все работы прекращались, и начиналась Широкая Масленица.
В народе каждый день Масленицы имел своё название.
Кое-где на Украине и в Белоруссии женщины больше всего веселились и гуляли в масленичный четверг, называемый Власием или Волосием, полагая, что от этого скот в хозяйстве будет лучше вестись. Существовал обычай на Масленицу «справлять Власа» (см Власьев день).
Особое внимание уделялось молодым парам, поженившимся в течение прошедшего года. Молодые посещали крёстных родителей, родителей жены и других родственников. Совершались ритуалы, адресованные той части молодёжи, которой по возрасту полагалось вступить в брак, но она — по каким-либо причинам — не выполнила своею жизненного предназначения. Молодые люди и девушки подвергались осуждению и символическому наказанию (см. Колодка).
В последний день масленичной недели происходил ритуал проводов Масленицы, который в разных губерниях России заключался как в сожжении чучела Масленицы (зимы-Мораны), так и в его символических похоронах.
Сожжение чучела было традиционно для северных, центральных и поволжских губерний. Чучело Масленицы везли участники масленичного поезда (иногда в нём насчитывалось несколько сот лошадей). В южнорусских, среднерусских, западных и ряде поволжских губерний был распространён ритуал похорон Масленицы. В различных губерниях ритуал отличался.

## У южных православных славян
Последняя неделя перед Великим постом (серб. Покладе, болг. Сирна седмица, Сирни заговезни, Поклади, макед. Проштена недеља) была обставлена множеством обрядов. Всем южным славянам известны обычаи маскарадных игр, сопровождаемые ряжением в животных, имитацией свадеб, в состав которых входили юмористические сценки, эротические и обсценные шутки. У южных славян традиция маскарадных шествий усиливается по мере движения на запад югославской территории. У балканских славян наиболее популярным ритуалом было разжигание масленичного огня в форме костров, а также огромных факелов и горящих стрел, пускаемых во все стороны. Специфику болгарской масленицы определяют также кукерские игры. Южнославянский мясопуст — время разгула ведьм (вештиц), оберегам от которых посвящены многочисленные магические действия, предпринимаемые в это время. Наиболее радикальным средством было символическое «сжигание вештиц». На юго-западе Македонии при сжигании нитки (на которой была подвешена халва) произносили: «Гори, получи, ведьма!» (макед. Гори, Стојно, вештице!) и загадывали: если нитка гасла быстро, надеялись, что ведьма умрёт; если же нитка продолжала гореть, значит, ведьма останется жива.
У сербов, болгар и македонцев играли коло/хоро/оро для того, чтобы конопля и другие культуры выросли высокими и побыстрее созрели. В Родопах пустовско хоро (запустный хоровод) играли в 1-й день Великого поста, чтобы уродились пшеница, конопля, а также всё, что сеют в течение года.
У болгар существует обряд «Кукеры», исполняемый в последнюю неделю перед Великим постом и в следующий за ней понедельник. Участники обряда, также называемые кукерами, значительное место отводят эротическим развлечениям и играм, связанным с сексуальным домогательством и воспроизводством. Это проявляется в играх кукеров и других ряженых. Среди персонажей ряжения основное место занимают парные маски «дед» и «баба», «кукер» и «кукерица»; постоянным атрибутом кукера является «фаллос». Кульминация обряда — трапеза на сельской площади, ритуальная пахота и «посев». При этом часть кукеров запрягаются в плуг, а «царь» пашет, погоняя их, и разбрасывая семена. После засевания кукеры «убивают» «царя» саблями, затем оплакивают его, после чего он «воскресает». После воскрешения «царя» кукеры обычно бьются саблями, пляшут вокруг костра, и все исполняют танец хоро.

## Традиции славян-католиков
У славян-католиков Мясопустом назывались последние три дня перед Великим постом — воскресенье, понедельник и вторник, а иногда в это понятие входили Жирный четверг и Пепельная среда. В более широком смысле — это период между Богоявлением и Пепельной средой или карнавал. Мясопуст у славян-католиков близок как к западноевропейскому карнавалу, так и к восточнославянской Масленице, а иногда все они считаются одним и тем же праздником, только со своими национальными особенностями.

### У поляков
У поляков Мясопуст (пол. mięsopust, zapusty, karnawał) начинается с Жирного четверга. В эти дни проходят балы и вечеринки, а традиционной едой являются пончики с разнообразной начинкой, чаще всего с розовым вареньем, сахарной глазурью, иногда посыпанные засахаренной апельсиновой корочкой. Мясопуст всегда заканчивается во вторник, называемый в Польше «Селёдник», «Подкозёлэк», «Кусаки» (пол. Śledzik, Podkoziołek, Kusaki).
У поляков в Великой Польше, Куявии, Мазовии и в Лодзинском воеводстве был распространён обряд «подкозёлэка» (Podkoziołek). Не женившиеся и не вышедшие замуж в прошедшем свадебном сезоне парни и девушки собирались на совместную пирушку. Молодёжь ставила на бочку перед музыкантом вырезанную из дерева или брюквы фигурку обнажённого мужчины или козла, под которой ставили тарелку или блюдо для сбора денег со всех присутствующих. Это блюдо и называли «подкозёлком». Парни поочерёдно вызывали на танец девушек, и они должны были класть на блюдо денежный выкуп, дававший им право на танец. При этом пели: «Ой, нужно дать под козлика, нужно дать,/Если кто-то из нас хочет выйти замуж!» Собранные деньги шли музыкантам. В Куявии церемония начиналась с подшучивания над девушками как со стороны парней, так и со стороны музыканта, который, в конце концов, брал их под свою опеку и некоторых из них уступал парням для танцев, беря с них «подкозёлэк» (выкуп в 2—3 гроша). Выкуп платили и девушки, оставшиеся без кавалеров, либо те, за которых никто не хочет платить. Таким образом они могут себе «закупить парубков» и даже побуждались к этому парнями или женщинами. В Куявии церемония иногда проходила в присутствии ряженого — «козла», а в Великой Польше у бочки, на которую клали деньги, становился парень, «державший в руках куколку, одетую по-немецки, или маленького козлика, сделанного из лоскутков».

### У чехов
Название праздничных дней в Богемии — Масопуст, Шибржинки, Остатки (чеш. masopust, šibřinky, ostatky), в моравско-силезском регионе — Востатке, Кончины, Фашанк, Ворачки, Ворачи (чеш. vostatke, končiny, fašank, voračky, voráčí).
Большинство обычаев масопуста приурочено к трём последним дням перед постом: обходы дворов, ряженье, танцы, игры, представления, особые блюда. Обход ряженых вместе с музыкантами — обязательная часть традиции.
Состав ряженых довольно разнообразный. Из зооморфных образов чаще всего переодевались в медведя, который считался символом плодовитости, а также наряжались конём и козой. Из антропоморфных персонажей переодевались в бабу с ношей, женщину с младенцем, в которые обычно рядились мужчины, а также в трубочиста, лесника, врача, жандарма, цыгана, турка, еврея, шута и «смертушку». В чешском регионе Словацко (юго-восток) мясопуст назывался Фашанк (чеш. fašank). Главными действующими лицами были холостые парни «подшабляры», которые ходили по дворам, где жили девушки на выданье, и танцевали с ними древний танец с саблями (чеш. pod šable).
Во вторник ближе к полуночи символически хоронят контрабас, олицетворявший мясопуст.
На Мясопуст в западной и южной Чехии совершался обряд обхода дворов ряжеными, совершающими ритуальную пахоту, — ворачки (чеш. Voračky от orati — пахать). В Моравии слово «ворачки» также являлось синонимом Мясопустных проводов с ряжеными. Ворачки относятся к кругу магическо-общинных древних обрядов, смысл которых заключается в обеспечении плодородия и плодовитости на грядущий год.
Мясопустные ворачки проходили три дня: с воскресенье по вторник перед Пепельной средой и заканчивались всегда в трактире.
Во время обряда ряженые по селу возили плуг на колёсиках (образ Мясопуста). Ряжеными, как правило, выступали «крестьянин», «баба», «еврей» и «трубочист» или девушки с соломенными венками на головах. Участники обряда носили корзины с песком, которым засевали борозду на снегу.
Во время обхода села ряженые обходили дворы, где их одаривали зерном, продуктами и монетами. Парень с сумкой и колоколом, типа церковного, собирал деньги, «еврей» собирал колбасу, сало и булочки в мешок, а «трубочист» — копчёное мясо и яйца в суму или корзину. После обряда плуг разламывали на части, причём «пахарь» оказывался «раненым», и его на тачке отвозили в трактир. Мясопуст здесь выступал в роли ритуальной жертвы.
В Ходско в таверне девушки и молодицы, то есть вышедшие замуж за прошедший год, клали деньги в специальную тарелку. Считалось, что та девушка, которая больше заплатит, имеет больше шансов надеяться, что в течение года «пойдёт под чепец» (выйдет замуж).
В то время как в других мясопустных обходах в Богемии и Моравии ходили только мужчины, порой в женских масках, в ворачках могли принимать участие девушки и замужние женщины. Этот мясопустный обряд больше связан с предстоящим земледельческим годом и будущей хозяйственной деятельностью, чем с проводами зимы.

### У словенцев
У словенцев праздник назывался Месопуст, Пуст, Пустная неделя (словен. Mesopȗst, Pust, Pustni teden). К этим дням приурочены обряды, способствующие плодородию как земли, так и людей.
У словенцев Прекмурья известен обряд, исполняемый в Мясопуст, — «свадьба с сосной» (словен. borovo gostüvanje, ženitev z borom, gostüvanje z borom). Обряд близок восточно- и западнославянской колодке как способ побудить холостую молодёжь свадебного возраста вступить в брак. Если в прошедшем году не было ни одной свадьбы, то в последнее воскресенье перед Великим постом на деревенской площади сходились все жители, кто-то рядился в свадебных персонажей — «сватов», «дружков» и других персонажей, и разыгрывалась символическая свадьба. В роли «невесты» выступала сосна, которую выбирали заранее. «Сосну-невесту» называли smreka, а «сосну-жениха» — bor. В лесу ряженый «поп» венчал неженатого парня с сосной. Где-то сосну заменяла девушка. После венчания «дружки» украшали дерево венками и лентами как невесту, клали её на телегу, на бревно под свадебные песни сажали «жениха» (или «невесту»), затем селяне впрягались в тележку и волокли её в село.
Словенский обряд курентованье символизирует пахоту. «Курент» рядился в вывернутый тулуп и шапку с длинной шерстью, которой приписывалась магическая сила, на поясе звенели привязанные коровьи колокольчики (ср. Кукер). «Курент» вёл плуг и носил с собой палку, на конце которой крепилась ежовая кожа, которой он подгонял ряженых, изображающих «коней», и отгонял дразнивших его детей. «Кони» или «орачи» (словен. oráči) были увешаны бубенцами на поясе и тянули настоящий или декоративный плуг. «Кони» с пением кружились по двору, проводя деревянным плугом неглубокие борозды в снегу. «Курент» сеял в борозды мякину. Если в доме были молодожёны — их с пением катали на том же плуге. Хозяева благодарили ряженых и выносили колбасу, яйца или иные продукты, считая, что, если не одарить их, «Курент» может навести порчу на скотину, покатавшись по земле в её дворе (ср. колядование).
В словенском Приморье курентованье начиналось ранним утром, Процессия обходила дворы односельчан и у каждого дома щёлкала кнутами, произнося благопожелания хозяевам. Возглавлял шествие «пастух», который периодически трубил в рог, за ним четыре «коня» тянули телегу с навозом, покрытую полотном, в которой сидел музыкант. Идущий за плугом «пахарь» время от времени падал на землю и кувыркался. В Костаньевице в масленичный вторник «орачи» «пахали» по улицам, а «плужар» время от времени снимал с крюка верёвку, за которую они тянули плуг, и «орачи» падали на землю. В Добреполе (Средняя Словения) «пахали» деревянной палкой или перевёрнутой бороной, парень, ряженый «бабой», сеял мякину, а идущий следом разравнивал борозды граблями. В области Горнего озера пахали настоящим плугом на настоящих конях, а «бабы» сеяли в «пашню» опилки.

### У хорватов
У хорватов праздник назывался Пуст, Покладэ, Месопуст (хорв. Pust, Poklade, Mesopust).
Во многих местах принято сжигать чучело Пуста, чтобы наступающий сельскохозяйственный год был удачным.
Древний обычай Пуста — звончары (хорв. zvončari), ранее распространённый у хорватов повсеместно, в настоящее время наиболее сохранился в Каставицком крае. Обряд вошёл в список ЮНЕСКО «Шедевры устного и нематериального культурного наследия». В восточной Хорватии участники обряда, как правило, молодые парни, одетые в шкуры и рогатые маски, обвязанные большими коровьими колокольчиками, ходят по улицам и стараются звонить и всячески шуметь, отгоняя злых духов. В западной Хорватии надевают шляпу, украшенную цветами и лентами, — это связано с нахождением западной Хорватии в составе Италии, где действовал запрет на ряженье в животных. Смысл обряда — прогнать зиму, отпугнуть злых духов, продуцирующая «магия плодородия».

## У нижнелужицких сербов
В Нижней Лужице празднуют три дня: с воскресенья по вторник. Девушки собираются в том же доме, где они обычно собираются на посиделки, и приглашают холостых парней, которые приходят со своей музыкой. Затем парни выбирают себе девушек, и они идут парами в деревенский трактир, где весь вечер танцуют.
В понедельник холостые парни рядятся, надевают маски и обходят дворы. Во время обходов играют, танцуют с хозяевами, шутят, за что получают колбасу, яйца, деньги. После завершения обхода устраивают совместную пирушку и полученные продукты съедают. Во вторник подобный обход села устраивают уже женатые мужчины. В обходах нередко «водят коня» (końa wózyś) или «медведя» (bara wózyś), которого изображает человек в шкуре, вывороченной мехом наружу. Ещё одним персонажем может быть «мертвец», который возит живого. К животу человека привязано соломенное чучело, ноги которого висят сзади. Другие ряженые: «трубочист», «почтальон», «цыган», «клоуны», «солдаты», «матросы». Участники процессии шутят, забавляются, совершают ритуальные бесчинства: забрасывают на крышу плуги и бороны, снимают ворота с петель, колёса с телег и т. п. Считается, что если танцевать активно и прыгать высоко, то лён уродится высокий. В течение всей недели перед постом женщины не должны прясть.